# انتولوژی اسپرانتو
آنتولوژی اسپرانتو یا گلچین ادبی اسپرانتو (به اسپرانتو: Esperanta Antologio)، گزیده‌ای ادبی به زبان فراساخته‌ی اسپرانتو است که در آن گلچینی از شعرهایی که به زبان اسپرانتو، توسط شاعران اسپرانتودان در سراسر جهان سروده شده‌اند، گردآوری شده‌است. این کتاب را ویلیام الد، نویسنده و شاعر اسپرانتیست انگلیسی، که چندین بار نیز نامزد دریافت جایزۀ ادبی نوبل شده است، گردآوری کرده‌است و برای اولین بار در سال ۱۹۵۸ میلادی با نام آنتولوژی اسپرانتو: اشعار ۱۸۸۷ تا ۱۹۵۷ چاپ و انتشار یافت. ویرایش دوم این اثر ادبی معروف در دنیای اسپرانتو، در سال ۱۹۸۴ با نام آنتولوژی اسپرانتو: اشعار ۱۸۸۷ تا ۱۹۸۱ به‌صورتی کامل‌تر چاپ شد که مجموعاً دربرگیرندهٔ ۸۵۰ شعر اصیل به زبان اسپرانتو از ۱۶۳ شاعر اسپرانتیست از فرهنگ‌های گوناگون جهان است. در این ویرایش، همچنین زندگی‌نامهٔ کوتاه هریک از این ۱۶۳ شاعر اسپرانتودان در ۳۶ صفحه آمده‌است.